# Сборная Исландии по футболу (до 19 лет)
Сборная Исландии по футболу до 19 лет — национальная сборная Исландии, в составе которой могут выступать футболисты страны в возрасте до 19 лет. Собирается команда под руководством Федерации футбола Исландии. Сборная Исландии всего один раз участвовала на чемпионате Европы до 19 лет, в 2023 году приняв участие на турнире на Мальте, где, сыграв вничью с Норвегией и Грецией и минимально уступив Испании, стала третей в группе, опередив сборную Греции.

## Статистика выступлений на чемпионатах Европы (с 2002 года)
| Год   | Результат                 | И                         | В                         | Н                         | П                         | ГЗ                        | ГП                        |
| ----- | ------------------------- | ------------------------- | ------------------------- | ------------------------- | ------------------------- | ------------------------- | ------------------------- |
| 2002  | Первый раунд квалификации | Первый раунд квалификации | Первый раунд квалификации | Первый раунд квалификации | Первый раунд квалификации | Первый раунд квалификации | Первый раунд квалификации |
| 2003  | Первый раунд квалификации | Первый раунд квалификации | Первый раунд квалификации | Первый раунд квалификации | Первый раунд квалификации | Первый раунд квалификации | Первый раунд квалификации |
| 2004  | Первый раунд квалификации | Первый раунд квалификации | Первый раунд квалификации | Первый раунд квалификации | Первый раунд квалификации | Первый раунд квалификации | Первый раунд квалификации |
| 2005  | Первый раунд квалификации | Первый раунд квалификации | Первый раунд квалификации | Первый раунд квалификации | Первый раунд квалификации | Первый раунд квалификации | Первый раунд квалификации |
| 2006  | Первый раунд квалификации | Первый раунд квалификации | Первый раунд квалификации | Первый раунд квалификации | Первый раунд квалификации | Первый раунд квалификации | Первый раунд квалификации |
| 2007  | Первый раунд квалификации | Первый раунд квалификации | Первый раунд квалификации | Первый раунд квалификации | Первый раунд квалификации | Первый раунд квалификации | Первый раунд квалификации |
| 2008  | Второй раунд квалификации | Второй раунд квалификации | Второй раунд квалификации | Второй раунд квалификации | Второй раунд квалификации | Второй раунд квалификации | Второй раунд квалификации |
| 2009  | Первый раунд квалификации | Первый раунд квалификации | Первый раунд квалификации | Первый раунд квалификации | Первый раунд квалификации | Первый раунд квалификации | Первый раунд квалификации |
| 2010  | Первый раунд квалификации | Первый раунд квалификации | Первый раунд квалификации | Первый раунд квалификации | Первый раунд квалификации | Первый раунд квалификации | Первый раунд квалификации |
| 2011  | Первый раунд квалификации | Первый раунд квалификации | Первый раунд квалификации | Первый раунд квалификации | Первый раунд квалификации | Первый раунд квалификации | Первый раунд квалификации |
| 2012  | Первый раунд квалификации | Первый раунд квалификации | Первый раунд квалификации | Первый раунд квалификации | Первый раунд квалификации | Первый раунд квалификации | Первый раунд квалификации |
| 2013  | Первый раунд квалификации | Первый раунд квалификации | Первый раунд квалификации | Первый раунд квалификации | Первый раунд квалификации | Первый раунд квалификации | Первый раунд квалификации |
| 2014  | Второй раунд квалификации | Второй раунд квалификации | Второй раунд квалификации | Второй раунд квалификации | Второй раунд квалификации | Второй раунд квалификации | Второй раунд квалификации |
| 2015  | Первый раунд квалификации | Первый раунд квалификации | Первый раунд квалификации | Первый раунд квалификации | Первый раунд квалификации | Первый раунд квалификации | Первый раунд квалификации |
| 2016  | Первый раунд квалификации | Первый раунд квалификации | Первый раунд квалификации | Первый раунд квалификации | Первый раунд квалификации | Первый раунд квалификации | Первый раунд квалификации |
| 2017  | Первый раунд квалификации | Первый раунд квалификации | Первый раунд квалификации | Первый раунд квалификации | Первый раунд квалификации | Первый раунд квалификации | Первый раунд квалификации |
| 2018  | Первый раунд квалификации | Первый раунд квалификации | Первый раунд квалификации | Первый раунд квалификации | Первый раунд квалификации | Первый раунд квалификации | Первый раунд квалификации |
| 2019  | Первый раунд квалификации | Первый раунд квалификации | Первый раунд квалификации | Первый раунд квалификации | Первый раунд квалификации | Первый раунд квалификации | Первый раунд квалификации |
| 2020  | турнир не состоялся       | турнир не состоялся       | турнир не состоялся       | турнир не состоялся       | турнир не состоялся       | турнир не состоялся       | турнир не состоялся       |
| 2021  | турнир не состоялся       | турнир не состоялся       | турнир не состоялся       | турнир не состоялся       | турнир не состоялся       | турнир не состоялся       | турнир не состоялся       |
| 2022  | Элитный раунд             | Элитный раунд             | Элитный раунд             | Элитный раунд             | Элитный раунд             | Элитный раунд             | Элитный раунд             |
| 2023  | Групповой этап            | 3                         | 0                         | 2                         | 1                         | 2                         | 3                         |
| 2024  | Отборочный раунд          | Отборочный раунд          | Отборочный раунд          | Отборочный раунд          | Отборочный раунд          | Отборочный раунд          | Отборочный раунд          |
| 2025  | Элитный раунд             | Элитный раунд             | Элитный раунд             | Элитный раунд             | Элитный раунд             | Элитный раунд             | Элитный раунд             |
| 2026  | будет известно позднее    | будет известно позднее    | будет известно позднее    | будет известно позднее    | будет известно позднее    | будет известно позднее    | будет известно позднее    |
| 2027  | будет известно позднее    | будет известно позднее    | будет известно позднее    | будет известно позднее    | будет известно позднее    | будет известно позднее    | будет известно позднее    |
| Итого | 1/24                      | 3                         | 0                         | 2                         | 1                         | 2                         | 3                         |

## Состав
Следующие игроки были вызваны в состав сборной на матчи квалификации на чемпионат Европы 2025 года против Азербайджана (13 ноября 2024), Молдовы (16 ноября 2024) и Ирландии (19 ноября 2024).
| № | Позиция | Игрок                      | Дата рождения / возраст  | Матчи | Голы | Клуб          |
| - | ------- | -------------------------- | ------------------------ | ----- | ---- | ------------- |
|   | Вр      | Ивар Аднбро Тоурхадльссон  | 25 мая 2006 (19 лет)     | 4     | 0    | Хёттюр/Хюгинн |
|   | Вр      | Йоун Сёльви Симонарсон     | 26 мая 2007 (18 лет)     | 5     | 0    | Брейдаблик    |
|   |         |                            |                          |       |      |               |
|   | Защ     | Маркус Паудль Эдлертссон   | 6 февраля 2006 (19 лет)  | 2     | 0    | Фрам          |
|   | Защ     | Торри Стефаун Торбьёднссон | 4 августа 2006 (18 лет)  | 2     | 0    | Фрам          |
|   | Защ     | Йоун Аднар Сигюрдссон      | 3 мая 2007 (18 лет)      | 3     | 0    | Рейкьявик     |
|   | Защ     | Стефаун Гисли Стефаунссон  | 16 мая 2006 (19 лет)     | 6     | 0    | Филькир       |
|   | Защ     | Давид Хельги Аронссон      | 6 апреля 2007 (18 лет)   | 3     | 0    | Викингур      |
|   |         |                            |                          |       |      |               |
|   | ПЗ      | Сёльви Стефаунссон         | 18 июня 2007 (18 лет)    | 6     | 1    | Орхус         |
|   | ПЗ      | Кьяртан Маур Кьяртанссон   | 14 июля 2006 (19 лет)    | 8     | 1    | Стьярнан      |
|   | ПЗ      | Бьярки Хёйкссон            | 4 июля 2006 (19 лет)     | 4     | 0    | Гардабайяр    |
|   | ПЗ      | Виктор Ноуи Видарссон      | 15 февраля 2007 (18 лет) | 1     | 0    | Гент          |
|   | ПЗ      | Бреки Бальдюрссон          | 11 августа 2006 (18 лет) | 2     | 0    | Орхус         |
|   | ПЗ      | Тоумас Йоханнесен          | 17 мая 2007 (18 лет)     | 6     | 4    | АЗ            |
|   |         |                            |                          |       |      |               |
|   | Нап     | Стигюр Дильян Тоурдарсон   | 1 апреля 2006 (19 лет)   | 6     | 1    | Триестина     |
|   | Нап     | Даниэль Инги Йоуханнессон  | 4 сентября 2007 (17 лет) | 3     | 1    | Норшелланн    |
|   | Нап     | Биднир Бреки Бюркнасон     | 6 апреля 2006 (19 лет)   | 0     | 0    | Коупавогюр    |
|   | Нап     | Гальдюр Гвюдмюндссон       | 4 февраля 2006 (18 лет)  | 8     | 0    | Копенгаген    |
|   | Нап     | Даниэль Гудьонсен          | 3 января 2006 (19 лет)   | 8     | 2    | Мальмё        |
|   | Нап     | Дади Берг Йоунссон         | 6 ноября 2006 (18 лет)   | 6     | 2    | Викингур      |
|   | Нап     | Сесар Эдн Хардарсон        | 1 июня 2006 (18 лет)     | 2     | 0    | Сельфосс      |